# Radio publique d'Arménie
La Radio publique d'Arménie (arménien : Հայաստանի Հանրային Ռադիո, Hayastani Hanrayin Radio Djsy ; Armradio) est la station de radio publique arménienne. Fondée en 1926, la Radio publique arménienne reste l'un des plus grands radiodiffuseurs d'Arménie. La radio publique dispose de trois chaînes nationales. Tout au long de ces années, la radio publique a rassemblé, enregistré, diffusé et préservé la culture et l'histoire de l'Arménie. La Radio publique arménienne possède quatre orchestres et les archives sonores les plus importantes et les plus riches d'Arménie.

## Début
Le 1er septembre 1926, la première émission radiophonique expérimentale (25 minutes) appelée La Voix d'Erevan est diffusée en Arménie. Les premiers programmes d'essai étaient principalement des programmes de musique folklorique régulièrement interrompus par les informations locales, mettant en service la première station de radio en Arménie. Cela a créé de nouvelles perspectives pour faire avancer le mouvement de la radio amateur, la radiofication et le développement planifié des réseaux de radiodiffusion radio et de radiotélévision filaire. La création d'une station de radio a permis d'utiliser la radiodiffusion comme l'un des moyens de communication de masse les plus efficaces pour informer et éduquer la population. C'est pourquoi on s'attendait à ce que les émissions radiophoniques couvrent de tels sujets, ce qui intéresserait les gens de différentes spécialités et répondrait à leurs besoins.
Le 15 juin 1927, la Radio républicaine arménienne a commencé à diffuser ses émissions régulièrement. Au début, seuls Erevan et les villages environnants étaient inclus dans le rayon de diffusion. Grâce aux efforts d'un groupe de radioamateurs, des services de radio ont été fournis dans plus de 25 villages en 1927 et 40 autres l'année suivante.
Le 6 avril 1927, les médias imprimés nationaux publient la première émission de radio qui comprend des nouvelles et des concerts.
Jusqu'en 1929, des acteurs et des journalistes d'éditoriaux de journaux étaient invités à diriger les émissions de radio. Et ce n'est qu'en décembre 1929 que les premiers animateurs radio - Vergine Babayan et Suren Kananyan - furent invités à travailler à la Radio républicaine d'Arménie.
À la fin de 1929, le comité des radios républicaines est formé. Le comité comptait 12 employés et diffusait chaque année 2 160 émissions d'une heure. Dans les années 1930, le public s'est considérablement élargi. De nouvelles capacités techniques et créatives ont été mises en œuvre.
Pendant la période de l'après-guerre, la radio républicaine a ouvert un certain nombre de nouveaux services éditoriaux, élargi le rayon des transmissions radio, en 1947 a commencé à exploiter la deuxième chaîne (musique et information), créé de nouveaux programmes et projets, augmenté les heures de diffusion, ainsi que d'élargir son audience. En 1947, le comité des radios fut réorganisé en comité d'information radio rattaché au Conseil des ministres de la République socialiste soviétique arménienne.
La construction de nouveaux émetteurs radio a été mise en service en 1957. En 1962, l'ensemble du territoire arménien a été desservi par la radio. En 1965, un fonds de compilation éditoriale a été créé pour les enregistrements d'auteurs et les enregistrements radiophoniques. Radio Gold Fund contient plus de 20 000 enregistrements sonores (150 000 heures), des spectacles musicaux, des programmes d'art et de poésie et des spectacles radiophoniques.
La collection inestimable de documents sonores comprend les voix bien connues de Haykuhi Garagash, Vahram Papazian, Hrachia Nersisyan, Babken Nersisyan, Hrachuhi Jinanyan, Khoren Abrahamyan (en), Metaqsya Simonyan, Edgar Elbakyan (en), Garush Khajakyan, Tamar Demuryan, Marat Halajyan, Sos Sargsyan, Vladimir Abajyan, Vera Hakobyan, Silva Yuzbashyan, Svetlana Khanumyan, Sargis Najaryan, Karen Vardanyan, etc.

## La journée de la Radio
La Journée de la Radio est une célébration du développement de la radio. Il est marqué le 7 mai, le jour en 1895 où Alexandre Popov a réussi à démontrer son invention. La Journée de la radio a été observée pour la première fois en Union soviétique en 1945. Il souligne l'importance et le rôle de la radio dans la vie politique, sociale et culturelle du pays.

## Radio publique d'Arménie – membre actif de l'UER
Lors de la 56e Assemblée générale de l'Union européenne de radiotélévision (UER), qui s'est tenue du 7 au 8 juillet 2005 à Dubrovnik (Croatie), la Société publique arménienne de télévision et de radio est devenue membre à part entière de cette association professionnelle des radiodiffuseurs nationaux. Depuis 2004, le PTRC est membre associé de l'UER. Ainsi, la Radio publique arménienne a obtenu le droit de rediffuser des programmes et de participer aux projets de l'UER.
En 2007, l'ensemble junior "Arevik" de la radio publique arménienne a été sélectionné pour représenter l'Arménie pour la première fois au Concours Eurovision de la Chanson Junior 2007 à Rotterdam, aux Pays-Bas. Arevik a terminé deuxième pour l'Arménie avec la chanson Erazanq.
En 2013, la Radio publique arménienne a lancé, avec l'aide de l'UER, un portail Web qui met en relation les producteurs et les auditeurs de programmes radiophoniques destinés aux jeunes en Europe. Le portail LyunSe International regroupe les sujets d'actualité des programmes de radio jeunesse à travers l'Europe et encourage l'interaction à travers un ensemble de forums spécialisés. Le développement du portail a été soutenu par le Programme de partenariat de l'UER et développé à Erevan et Genève.

## La Radio publique d'Arménie – actualité Internationale
Le 8 août 1947, la décision fut prise de créer un groupe éditorial qui préparerait des émissions radiophoniques pour les Arméniens vivant à l'étranger. Le premier programme de ce département fut transmis en ondes courtes le 10 août 1947. Vahram Papazyan, artiste populaire de l'URSS, a rapporté la nouvelle réjouissante du lancement des programmes permanents pour la diaspora. À partir de 1957, en plus des émissions diffusées au Moyen-Orient et au Proche-Orient, des émissions destinées aux pays d'Europe occidentale ont été lancées.
Actuellement, la radio publique arménienne est le seul média de masse en Arménie qui diffuse des programmes en 14 langues (anglais, français, espagnol, allemand, russe, géorgien, arabe, turc, persan, l'azéri, kurde, Elyazidi, assyrien et grec) www.armradio.info

## Radio publique internationale d'Arménie
International Public Radio of Armenia (arménien : Հայաստանի հանրային ռադիո) est le service de diffusion internationale, créé en 1967 sous le nom de Radio Erevan La Radio publique internationale d'Arménie émet sur ondes courtes avant 2006, puis passe aux émissions en ligne. Elle diffuse en plusieurs langues, dont l'arménien, l'arabe, l'azéri, l'anglais, le persan, le français, le géorgien, l'allemand, le russe, l'espagnol et le turc.

## Ensembles et orchestres
Actuellement, la Radio publique arménienne est propriétaire de quatre orchestres: l'ensemble de chant de Minstrel "Sayat-Nova", l'ensemble symphonique, l'ensemble d'instruments folkloriques d'après Aram Merangulyan et l'ensemble junior "Arevik". Chacun d'eux a laissé une empreinte indélébile dans l'histoire de la radio arménienne.
L'orchestre symphonique et de variétés a été fondé en 1954. Depuis déjà 20 ans, il est dirigé par l'Arménie Yervand Yerznkyan, Artiste Artiste émérite. Tout au long de ces années, il a collaboré avec succès avec l'artiste populaire de RA Martin Vardazaryan.